# Icona gay

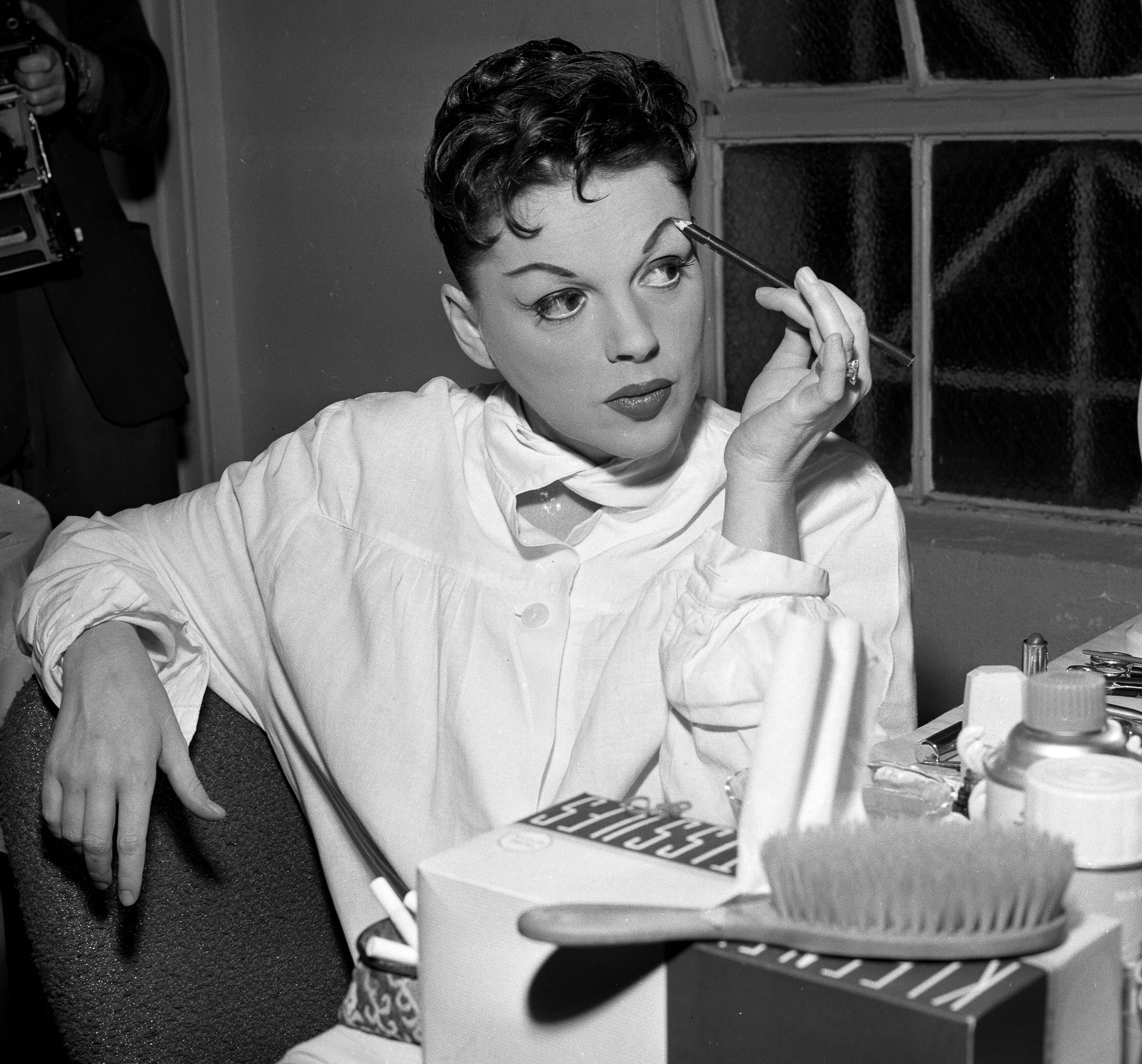
Judy Garland nel 1957 mentre si trucca prima di uno spettacolo; è citata come una delle icone gay per eccellenza.

Il termine icona gay definisce una figura storica, una celebrità o un personaggio pubblico contemporaneo che serve come referente (punto di riferimento e di riconoscimento per l'immaginario) in determinati ambiti della comunità lesbica, gay, bisessuale e transgender (LGBT).
Alcune delle principali qualità di un'icona gay includono frequentemente la bellezza (il fascino carico di omoerotismo), l'eleganza e il glamour (sensualità e capacità di seduzione), la forza di fronte alle avversità, una tendenza all'androginia, gesti esagerati - a volte al limite dell'eccentricità - nel modo di proporsi: nel caso si tratti di artisti, quegli interpreti e autori di qualche importante opera che la comunità omosessuale ha assunto come parte integrante della propria cultura.
Queste icone non devono necessariamente essere considerate loro stesse omosessuali; in certi casi la preferenza nei loro confronti può essere un modo velato, da parte dei loro ammiratori, di vivere il proprio orientamento sessuale o identità di genere. Anche se la maggior parte delle icone gay hanno dato nel corso del tempo il loro pieno sostegno a favore del movimento di liberazione omosessuale, alcune si sono invece dichiarate in opposizione ad esso.
Le icone storiche sono in genere elevate a tale status a causa del proprio orientamento sessuale il quale rimane ancor oggi argomento di più o meno acceso dibattito tra gli storici. Le icone gay moderne, prevalentemente donne del mondo dello spettacolo, riescono solitamente a generare un largo seguito di fan all'interno della comunità gay nel corso della loro carriera. La maggior parte delle icone gay dividono in due categorie: la figura tragica associata ad una forte personalità, con amori difficili o impossibili che a volte sfociano nel suicidio, o quella della figura di spicco all'interno della cultura pop (stelle della canzone o del cinema).

## Introduzione
Una gran varietà di personaggi della mitologia greca e della mitologia romana sono da secoli serbatoi di "miti omosessuali" e rappresentazione di omoerotismo, Apollo e Giacinto, Zeus e Ganimede sono solamente due tra le "coppie" esemplari di questi tipo. A metà tra mito e realtà si situano la storia di Achille e Patroclo e quella tra Davide e Gionatan, mentre una coppia storica divenuta leggendaria è quella composta da Alessandro Magno ed Efestione: tutte queste figure hanno fatto da base per la futura creazione moderna del concetto di icona gay.

## Esempi storici

### Antinoo

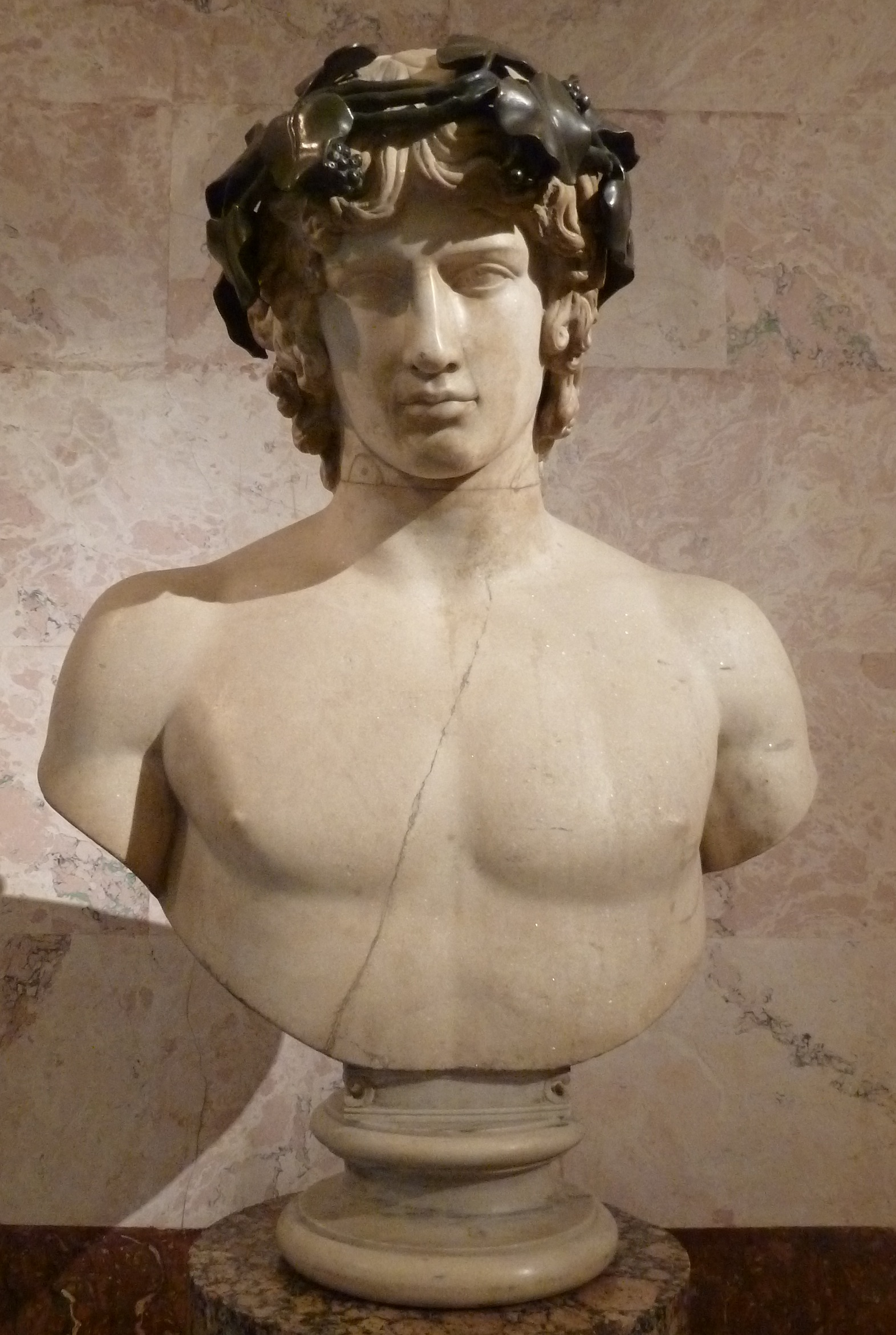
Busto di Antinoo.

La prima icona gay storica può essere considerata Antinoo, il giovane amante dell'imperatore romano del II secolo Publio Elio Traiano Adriano; la storia tanto passionale quanto drammatica che lo riguarda ha letteralmente affascinato e conquistato artisti di tutte le epoche, fino a venir considerato epitome stessa della bellezza che dovrebbe avere Adone. Il culto della sua immagine, stabilito dall'imperatore dopo la morte per annegamento del bel diciannovenne, sopravvisse e rimase vivo per lungo tempo.
Tutto ciò fino all'epoca moderna e contemporanea; Oscar Wilde, Rainer Maria Rilke e Fernando Pessoa, tra gli altri, ne hanno celebrato il nome e la memoria: la scrittrice francese lesbica Marguerite Yourcenar nelle sue Memorie di Adriano fa raccontare minuziosamente la vicenda dalle stesse labbra dell'imperatore.

Quello di Antinoo rappresenta un caso più unico che raro: l'apoteosi del ragazzo amato da Adriano. L'imperatore fece di tutto per perpetuarne il ricordo nei tempi futuri; con l'erezione di statue e mezzibusti, la sua effigie sulle monete, talismani da portare al collo, una città costruita dal nulla in suo onore (chiamata Antinopoli e fondata nell'Egitto romano nelle immediate vicinanze del luogo ove accadde il tragico incidente che portò all'annegamento del ragazzo), la fondazione di un vero e proprio culto religioso, giochi atletici e artistici annuali sulla falsariga dei giochi olimpici antichi, la sua identificazione con alcune tra le divinità più importanti del modo pagano (Ermes, Dioniso e Osiride): tutto questo come dimostrazione dell'amore d'un uomo di cinquant'anni nei confronti di un adolescente..

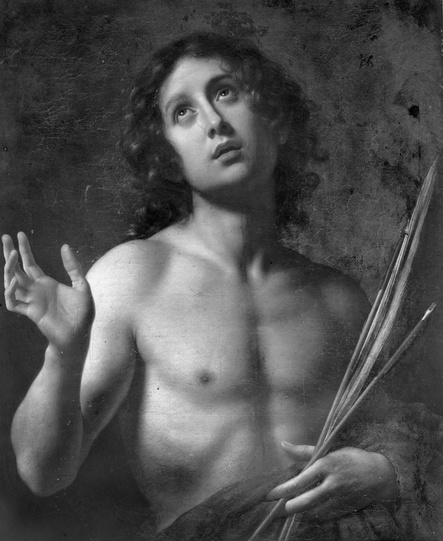
Un San Sebastiano di Carlo Dolci.

### Il "caso" Sebastiano
Una delle icone gay storiche più antiche (se considerata in ambito strettamente religioso, è la più antica in assoluto) è un santo cristiano dei primi secoli morto martirizzato, san Sebastiano, la cui combinazione di fisico forte ed attraente associato al simbolismo fallico dato dalla serie di frecce acuminate da cui le sue carni risultano trafitte fin nel profondo, il tutto immerso in uno sguardo estatico di dolore, ha interessato un numero molto ampio di artisti sia omosessuali che eterosessuali per secoli. Il giovane santo, ex soldato e ora martire, ha dato il via al primo culto iconico esplicitamente a tematica LGBT a partire dagli inizi del XIX secolo..
Ma il riferimento ad una certa estetica d'impronta omosessuale risale indietro fino all'epoca del Rinascimento, quando lo si inizia a dipingere con sembianze sempre più giovanili, quasi adolescenziali, e di aspetto estremamente gradevole. A quel tempo la cosiddetta moda italiana (vedi Rinascimento italiano) afferra l'intera Europa, permettendo inoltre la riscoperta della mitologia greca e della mitologia romana, portando presto il santo cristiano ad esser associato a queste.
Il dolore cristiano ha in gran parte le sue radici in questa propensione dell'anima omosessuale a patire il martirio. Yukio Mishima che si crede un San Sebastiano, o anche Pier Paolo Pasolini che si lascia uccidere da un balordo in una spiaggia italiana, portano all'estremo quel momento di schiavitù dell'erotismo maschile dipendente dalla mortifera venerazione del simbolismo fallico.
È stato detto che gli uomini gay contemporanei hanno veduto immediatamente in Sebastiano una "pubblicità" straordinaria per il desiderio erotico omosessuale, fino a farne anzi un autentico ideale omoerotico, prototipo di ritratto di giovane maschio torturato.
Nella seconda metà del XIX secolo è nel campo della letteratura che spicca maggiormente la figura di Sebastiano: autori omosessuali come Walter Pater, Oscar Wilde, John Addington Symonds, Marcel Proust, Frederick Rolfe e John Gray adottano il personaggio e il carattere del martire, sino a cambiare e trasformarsi nelle loro penne come modello della condizione di paria (escluso dalla società) a cui è destinato "l'invertito".

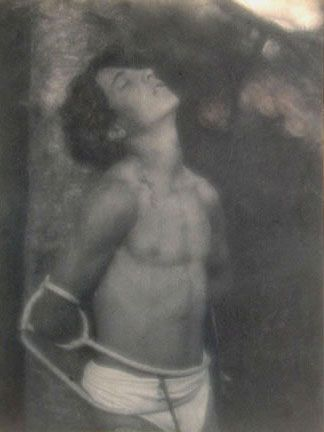
San Sebastiano (1906) di Fred Holland Day.

Anche fotografi omosessuali hanno catturato l'immagine del santo giovinetto sofferente: Fred Holland Day ha prodotto svariati scatti raffiguranti il martirio del santo sotto le spoglie di adolescenti muscolosi, questo nei primi anni del XX secolo tra il 1905 e il 1907.
Per tutto il '900 molti altri scrittori gay e bisessuali descrivono con accuratezza la figura di Sebastiano: il martire svolge un ruolo importante nella vita del poeta spagnolo Federico García Lorca; più tardi lo troviamo in Tennessee Williams il quale pubblica nel 1958 una poesia in cui il martire è presentato come l'amante dell'imperatore Diocleziano. Sempre a causa dello status di icona gay di Sebastiano il drammaturgo statunitense scelse proprio di dare quel nome al personaggio protagonista del suo dramma intitolato Improvvisamente l'estate scorsa (1958).
Il nome del santo viene utilizzato anche da Wilde - si farà difatti chiamare Sebastian Melmoth - quando visse gli ultimi anni di vita in esilio dopo la sua uscita dal carcere. Sebastian Love è infine il nome di uno dei personaggi di Little Britain, giovane e bello e fortemente effeminato, torturato dal suo amore non corrisposto nei confronti del capo del governo britannico.
Ma neppure il pittore spagnolo Salvador Dalí fu capace di sottrarsi al mito di Sebastiano, scrivendone la propria versione estetizzante, questo nel breviario intitolato per l'appunto San Sebastián: nella sua corrispondenza con Garcia Lorca identifica il poeta col santo.
Il tronco dell'albero del supplizio campeggiava sullo sfondo. Un giovane di singolare avvenenza stava legato nudo all'albero, con le braccia tirate in alto e le cinghie che gli stingevano i polsi incrociati. Il corpo - lo si potrebbe paragonare a quello di Antinoo, il favorito di Adriano, la cui bellezza fu così spesso immortalata nella scultura - palesa la primavera della gioventù, unicamente luce e piacere e leggiadria.
Lo scrittore giapponese Yukio Mishima viene a sua volta affascinato dal ritratto di Sebastiano, così almeno narra in Confessioni di una maschera, quando la vista di un dipinto di Guido Reni che ritrae il santo in agonia estatica fa avere al giovane protagonista adolescente il primo orgasmo della sua vita. L'autore nipponico ne rimane talmente ossessionato da spingerlo nel 1968 a farsi fotografare nudo sotto le spoglie del santo.
Successivamente la figura di Sebastiano ha continuato ad essere utilizzata dagli artisti gay, ad esempio dalla coppia francese Pierre et Gilles.
Oggi il culto di san Sebastiano rimane forte tra i cattolici gay, che pretendono sia il loro patrono ed intercessore, cosa questa che non è mai stata ufficialmente riconosciuta dalla Chiesa cattolica; ma il suo ruolo di protettore durante le epidemie di peste dei secoli scorsi lo hanno esteso negli anni ottanta del XX secolo anche a protettore non ufficiale contro l'epidemia di AIDS.
Sebastiane è il film che il regista omosessuale britannico Derek Jarman dedica alla figura del santo.

### Tra le donne

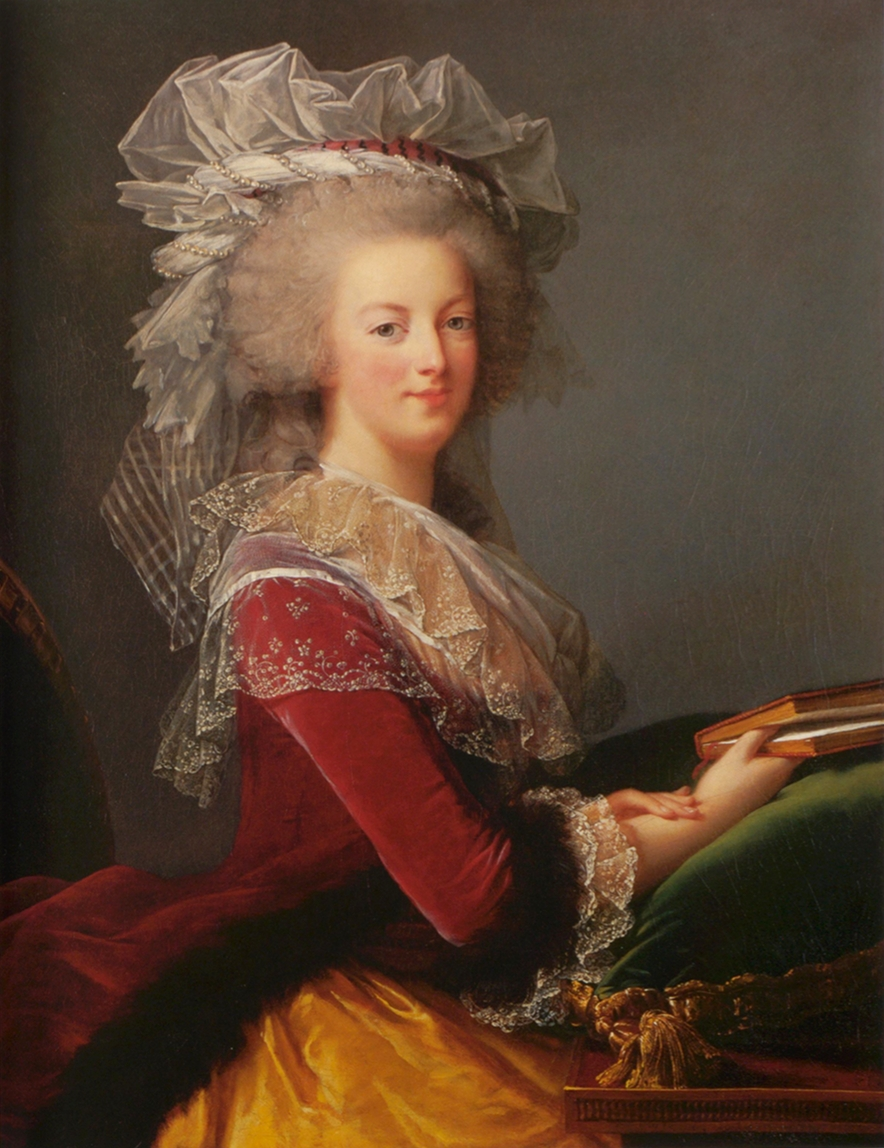
Maria Antonietta, ritratto di Élisabeth Vigée Le Brun, 1785.

Tralasciando l'antica poetessa greca dell'isola di Lesbo, Saffo, due nomi su tutti: la donna guerriera, nonché martire e santa anche lei, Giovanna d'Arco, la "pulzella d'Orleans", femmina che si veste e si comporta come fosse un maschio e che guida l'esercito in battaglia; e Maria Antonietta, ultima regina della Francia Ancien Régime e finita decapitata con l'accusa tra l'altro di lesbismo (con le proprie favorite, la principessa di Lamballe e la duchessa di Polignac) e d'incesto (col figlioletto).
Maria Antonietta, ovvero una delle prime icone lesbiche: le voci circa i suoi rapporti intimi con le donne sono stati diffusi inizialmente dagli opuscoli anti-realisti già prima dello scoppio della rivoluzione francese, con dettagliati particolari pornografici. I primi biografi dell'era vittoriana hanno sottolineato ciò come calunnia per screditare la serietà della monarchia, negando pertanto la fondatezza di tali pettegolezzi; nel medesimo tempo però diedero un'aura del tutto romantica alla fraterna amicizia che legò la regina a Maria Teresa Luisa di Savoia-Carignano, principessa di Lamballe: in una biografia del 1858 la si definisce come "uno dei pochi grandi amori che la provvidenza ha unito nella morte". Alla fine del XIX secolo diventa icona cult per le "donne che seguono gli amori di Saffo": anche qui a tutto il resto si aggiunge l'attrazione data dal tragico martirio.
I riferimenti a Maria Antonietta appaiono ancora nel XX secolo, in particolare ne Il pozzo della solitudine (1928) di Radclyffe Hall in cui le due nobili amiche vengono descritte come "povere anime... mortalmente ammalate dal sotterfugio e dalla finzione". Ha stabilito infine anche una certa attenzione ed attrazione all'interno del mondo omosessuale maschile, almeno per quanto riguarda Jean Genet, che era affascinato dalla sua vicenda: il poeta e drammaturgo francese include la scena della decapitazione sotto la lama della ghigliottina nella sua opera teatrale Le serve (1947).
Altre figure femminili della storia ad essere state elevate al ruolo di icona gay, spesso associate con il femminismo d'avanguardia, sono ad esempio Olympe de Gouges, Virginia Woolf e Frida Kahlo.
Ma c'è anche James Dean nel novero delle prime icone per lesbiche, assieme a Marlon Brando: i due attori, con le loro personali presenze carismatiche, hanno influenzato fin dagli anni cinquanta del XX secolo l'aspetto e l'identificazione delle donne appartenenti alla categoria delle butch.

## Esempi moderni
Il fenomeno delle icone gay fa parte dello star system ed è anche oggetto di studi di marketing, in quanto la comunità LGBT è spesso riconosciuta come "trend setter" per i beni voluttuari e "opinion leader" per quelli culturali. Spesso le icone gay sono stelle del cinema, dive dello spettacolo, della musica, ma anche appartenenti al mondo sportivo, del giornalismo, della politica. Si può trattare di persone dichiaratamente LGBT, ma anche (e più spesso) di personaggi eterosessuali che, a vario titolo, fanno parte dell'immaginario gay.
C'è da sottolineare che la stampa fa spesso uso del termine "icona gay" per designare personaggi maschili come attori e sportivi che hanno in quel momento un particolare successo, oltre che tra il pubblico femminile, tra quello gay. Tuttavia nell'ambito della comunità gay il termine "icona gay" ha generalmente un significato più ristretto ed è usato per indicare quei personaggi, soprattutto donne, che, per una ragione o per l'altra, sono presi a simbolo del mondo gay o riscuotono un apprezzamento particolarmente forte presso il pubblico gay: tale fenomeno è particolarmente evidente per quanto riguarda le cantanti femminili, tra le cui file si trovano alcune delle maggiori icone gay italiane e internazionali.

### Trasformazione in icona moderna
Lo stesso Oscar Wilde, che cambiò la sua identità in quella di "Sebastian Melmoth" in onore all'icona gay religiosa di san Sebastiano, divenne a sua volta icona e simbolo di martirio, sia per il suo talento che per la persecuzione ed ostracismo che fu costretto a subire a seguito della rivelazione del suo rapporto di natura omosessuale col giovane lord Alfred Douglas: simbolo tragico di quello che l'omofobia può produrre per distruggere una vita.

### Nel mondo dello spettacolo
Il mondo dello spettacolo è forse a tutt'oggi la principale fonte di icone gay e l'archetipo di questi personaggi è stata
Judy Garland: lo è diventata a partire dal momento in cui ha interpretato  Dorothy (nel 1939, a 17 anni) nel film Il mago di Oz. Qui canta Over the Rainbow ("Oltre l'arcobaleno"), in cui è descritto un luogo immaginario in cui tutti i sogni si avverano; esso divenne presto un inno semi-ufficiale della comunità gay pre-moti di Stonewall.
Negli anni cinquanta "essere un amico di Dorothy" era una frase in codice utilizzata nella comunità americana che equivaleva ad "essere gay"; ciò allude al fatto che nella pellicola gli amici della ragazzina, mentre sta attraversando il mondo di Oz, divengono un gruppo di strani ed alquanto insoliti (ossia queer) personaggi, tra cui l'uomo di latta, il leone codardo ed uno spaventapasseri parlante, anche se alcuni ritengono che la frase sia stata riutilizzata e che originariamente si riferisse invece a Dorothy Parker la quale aveva molte persone gay tra i suoi lettori. Il caso di Judy Garland si è in seguito ripetuto più volte con cantanti che si sono esibiti in brani musicali che la comunità omosessuale ha innalzato alla categoria di inni o portabandiera.
Il cinema e il mondo più glamour ha sempre fortemente attratto un ampio settore dell'ambiente gay, che prese e trasformò molte delle sue stelle in vere e proprie icone: Greta Garbo (personalità misteriosa e in certo qual modo mascolina), Bette Davis,, Joan Crawford, Julie Andrews, Rock Hudson (attore velato omosessuale e morto di Aids), Audrey Hepburn (con la sua presenza estremamente androgina) e Elizabeth Taylor (sempre schieratasi a favore del movimento di liberazione omosessuale).
Altre stelle de cinema molto amate o ammirate dagli omosessuali sono Angela Lansbury, Bette Midler, Grace Jones, Jake Gyllenhaal, Joan Collins, Megan Mullally e Sean Penn.
Il più ampio gruppo di icone gay, dopo le attrici, proviene dalle dive della canzone, pop o classica: Maria Callas (cantante lirica, sopraffatta da un amore impossibile nei confronti di un uomo omosessuale - Pier Paolo Pasolini - con una vita difficile, rapporti sentimentali finiti male e una fine prematura), Édith Piaf, Donna Summer, Diana Ross, Barbra Streisand, Cher, Isabel Pantoja, Rocío Jurado, Mónica Naranjo, Gloria Trevi, Madonna (bisessuale dichiarata), Katy Perry, Lady Gaga, Taylor Swift, Cyndi Lauper, Kylie Minogue, Mylène Farmer, Christina Aguilera, Helena Paparizou, Dalida, Raffaella Carrà.

#### Anni trenta e quaranta
Gli anni trenta del XX secolo hanno visto un certo numero di scrittori, attivisti politici e celebrità che si sono acquistati una reputazione di icona gay; Bette Davis per il ruolo interpretato in Tramonto viene analizzata da Eve Sedgwick (un'autrice di teoria queer) come "regina gay flamboyant delle arti drammatiche" con il personaggio che si viene a confondere con l'attrice: la protagonista del dramma è Judith Traherne, una donna che va a cavallo e fa la pittrice, esempio classico di "epistemologia del velato". Ed Sikov, suo biografo, in "Dark Victory: The Life of Bette Davis" ha scritto che gli omosessuali della prima metà del '900 hanno sviluppato la propria sottocultura seguendo principalmente l'esempio dato loro da Bette.

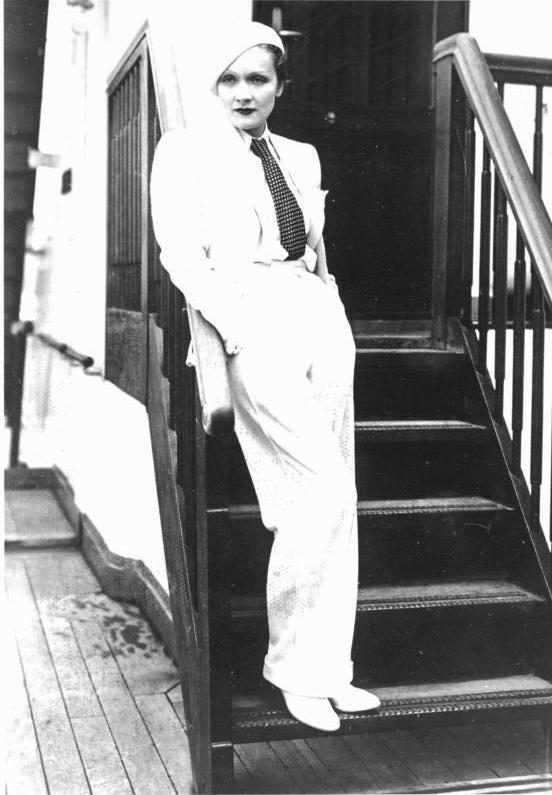
Marlene Dietrich vestita da uomo negli anni trenta

Marlene Dietrich, la prima attrice tedesca ad avere successo ad Hollywood, apertamente anti nazista negli anni tra le due guerre, è stata anch'essa considerata uno dei prototipi di icona gay del mondo dello spettacolo; oltre che alla sua bellezza, fascino ed estrema sensualità, anche e soprattutto grazie all'ambiguità che sapeva esprimere nelle sue performance vestita da uomo: rappresentò un modello di liberazione e sovversione sessuale.
In "Liberation Theology and Sexuality" la teologa Marcella Althaus-Reid ha scoperto durante i suoi studi compiuti a Rio de Janeiro statue della Dietrich vestita come Nostra Signora di Aparecida nei bar-gay della spiaggia di Copacabana. L'immagine dell'attrice di origine tedesca come Madonna nera rappresenta, secondo la studiosa, il suo superamento della dualità imposta di maschile-femminile, una raffigurazione che santifica Marlene e contemporaneamente contribuisce a liberare Maria dal suo ruolo esclusivo di donna-madre-vergine sottomessa.
Come uno dei primi esempi maschili di questo periodo abbiamo invece Cary Grant, modello di eleganza e carisma; vi sono sempre state speculazioni su di lui circa i suoi effettivi rapporti con gli uomini (visse per anni sotto lo stesso tetto assieme ad un "caro amico" collega di lavoro).

#### Anni cinquanta e sessanta
L'impostazione drammatica degli anni cinquanta data ai personaggi hollywoodiani femminili sostituisce l'indipendenza ed autonomia caratteriale che maggiormente avevano nei precedenti anni quaranta. La già citata Judy Garland, assieme a Lana Turner e Susan Hayward, viene ad incarnare l'idea che la sofferenza interiore è il prezzo da pagare per il proprio "vivere glamour"; come osserva acutamente Michael Bronski, accademico statunitense ed autore di "Culture Clash: The Making of Gay Sensibility", le star femminili di quel decennio post-guerra riflettono la condizione che allora apparteneva a molti uomini omosessuali, quella cioè di essere "splendidi e tormentati ad un tempo".
Bronski descrive Judy come quintessenza dell'icona gay precedente al 1968, talmente venerata che il nome del suo personaggio, Dorothy Gale, viene utilizzato frequentemente come codice di riconoscimento per tutti gli anni cinquanta, com'è già stato detto; Judy è passata alla storia anche per aver incarnato il camp nei ruoli che recitava, ed è stata creata una leggenda che ruota attorno al dolore e alla sofferenza intima vissuta dall'attrice fino alla morte avvenuta prematuramente.

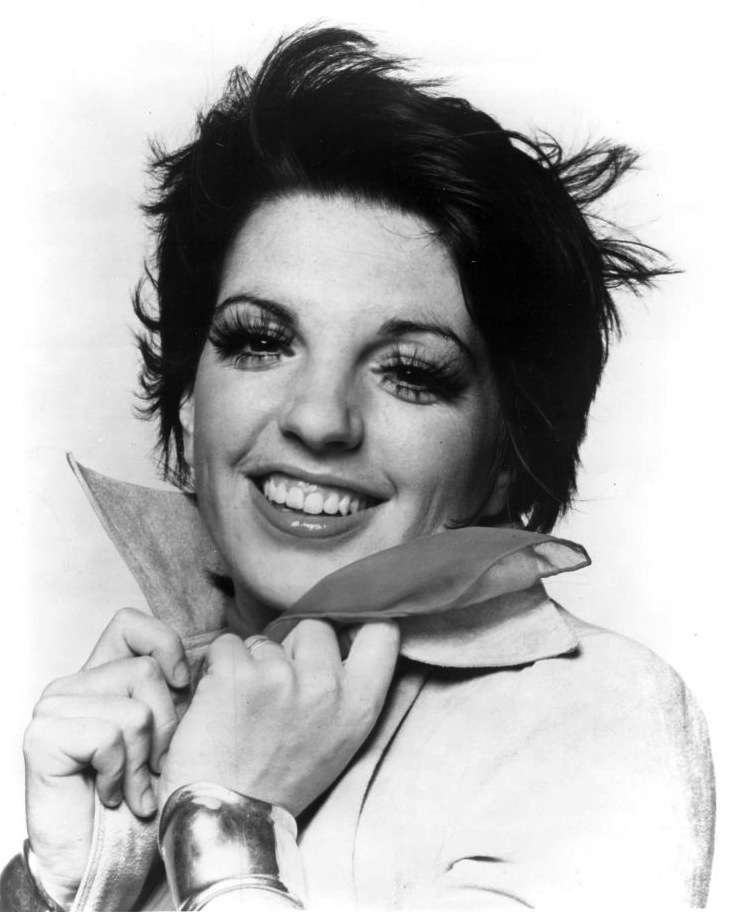
Liza Minnelli nel 1973

La figlia della Garland, Liza Minnelli, avrebbe poi seguito le orme della madre divenendo a sua volta un'icona gay, come avrebbe fatto anche un'altra artista musicale d'allora, Barbra Streisand. Joan Crawford è stata invece descritta come l'ultima icona gay-martire, che ha sofferto per la sua arte durante la vita e fino alla morte; lo storico del cinema Lawrence J. Quirk nel suo libro "Joan Crawford: The Essential Biography" spiega che Joan ha attratto, affascinato e conquistato una buona fetta di uomini gay in quanto questi si sono trovati subito a simpatizzare con la sua lotta per ottenere il successo, sia nel settore dello spettacolo che all'interno della propria esistenza più intima e personale.
Anche se la Crawford era già considerata un'attrice notevole nel corso degli anni trena e quaranta, David Bret, autore di Joan Crawford: Hollywood Martyr, afferma che non è stata considerata una vera e propria star fino al 1953 quando in La maschera e il cuore, girato a colori, non viene vista per la prima volta come icona gay a tutti gli effetti. Bret spiega che vedendo i capelli rossi dell'attrice, gli occhi scuri e le labbra purpuree, è stata immediatamente collegata alle altre "sirene" (gaydom) che dominavano l'immaginario omosessuale del tempo: oltre alla Dietrich e alla Garland, Tallulah Bankhead, Edit Piaf, assieme alle nuove reclute appena sopraggiunte, Marilyn Monroe e Maria Callas.
Anche l'attrice Lucille Ball è stata un'icona di spicco di questo periodo; Lee Tannen in I Loved Lucy: My Friendship with Lucille Ball descrive l'episodio a cui assistette quando per la prima volta a Lucille capitò d'esser etichettata come icona gay da un amico comune. L'autore racconta anche della vera e propria adorazione che l'attrice riceveva da parte di schiere di uomini gay.

#### Anni settanta
Durante il decennio post-sessantotto cominciarono ad apparire molte attrici comiche, unendole fila in un campo considerato ino ad allora come professione esclusivamente maschile; tra di esse Joan Rivers la quale guadagnò un forte seguito gay dopo eseguendo vari spettacoli ed esibendosi al Greenwich Village, area gay friendly di New York, fin dai primissimi momenti della sua carriera. L'atteggiamento franco e tagliente, abbinato ad uno humor ingegnoso e ad un forte senso autocritico la fecero istantaneamente assurgere ad icona gay.
Ma la prima icona gay del mondo underground della discoteca di quel decennio fu Donna Summer, la "Regina della Disco", le cui canzoni e balli divennero autentici inni per la comunità gay; il suo singolo del 1975 intitolato "Love to Love You Baby" fu definito un brano assolutamente epico, non solo a causa dell'atmosfera di sensualità integrale che lo pervade, ma anche per aver in certo qual modo orientato anche la scena europea del mondo della disco-dance.
Gloria Gaynor è legata al mondo gay -anche se ciò a lei non piace - per la sua interpretazione di I Will Survive, che è servito sia come inno gay sia come canzone-simbolo del movimento che si rifaceva al femminismo.

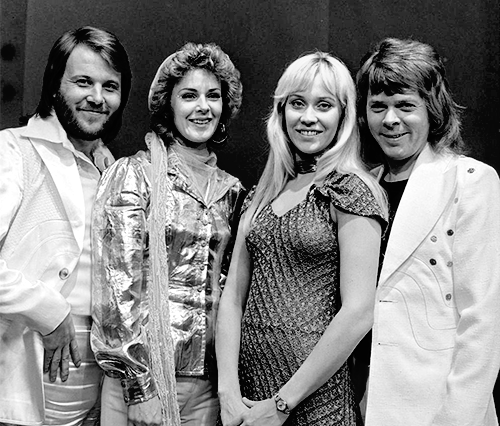
Gli ABBA nel 1974

Nel corso degli anni settanta e ottanta le canzoni molto orecchiabili del gruppo musicale pop svedese ABBA furono inseparabili dall'ambiente gay, il che si riflette bene nel film Priscilla - La regina del deserto. Allo stesso tempo i Village People, un gruppo pionieristico, sono anch'essi considerati icone gay per aver portato la cultura della disco-gay nel mondo più ampio del pop, con brani e scenografie divenuti celebri.
L'attrice Lynda Carter è diventata icona gay dopo aver recitato come Wonder Woman tra il 1975-79; il suo ruolo di eroina, con un forte personaggio femminile abbinato ad abiti alla moda, ha attirato presto la comunità LGBT: la Carter è ancora oggi forte sostenitrice dei diritti LGBT ed ha partecipato al Gay Pride.
La cantante Cass Elliot divenne nota come icona gay sia durante la sua carriera da solista che come membro del gruppo The Mamas & the Papas, si acquistò una fama per il modo camp di atteggiarsi e i testi inneggianti all'individualità e all'amore libero-
Infine la cantante ed attrice Bette Midler è stata riconosciuta come un'icona gay del decennio 1970-79.

#### Anni ottanta

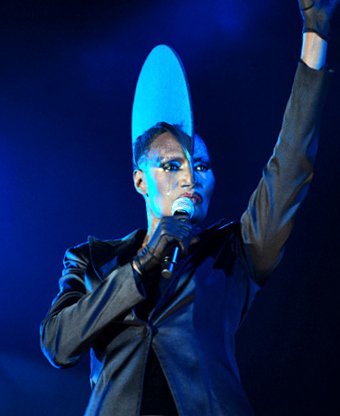
Grace Jones, grazie alla sua forte aura androgina, è da sempre considerata un'icona gay

Particolari artisti abbracciati dalla comunità gay durante gli anni ottanta includono Debbie Harry, Cindy Lauper, Siouxsie Sioux, Yōko Ono (vedova giapponese di John Lennon), Diana Ross, Grace Jones, Charo, Elaine Paige, Amanda Lear, Dolly Parton, Mylène Farmer, Whitney Houston, Olivia Newton-John e Prince.
Freddie Mercury, cantante dei Queen è anch'egli stato considerato un'icona gay fin dai primissimi anni ottanta, a causa del suo notevole talento espressivo sul palco e del fisico virile, ma anche per l'audacia ed originalità delle sue esibizioni e la palese omosessualità che dimostrava: la sua morte tragica e precoce a causa dell'Aids servì solo ad aumentare la sua immagine mitica.
Nel corso degli anni ottanta artisti come Annie Lennox,George Michael, Morrissey, Pet Shop Boys, Kate Bush, David Bowie e scrittori come Quentin Crisp vengono innalzate al ruolo di icone gay. Elton John lo diventa anch'egli in quel medesimo periodo, status poi rafforzatosi nel corso degli anni.

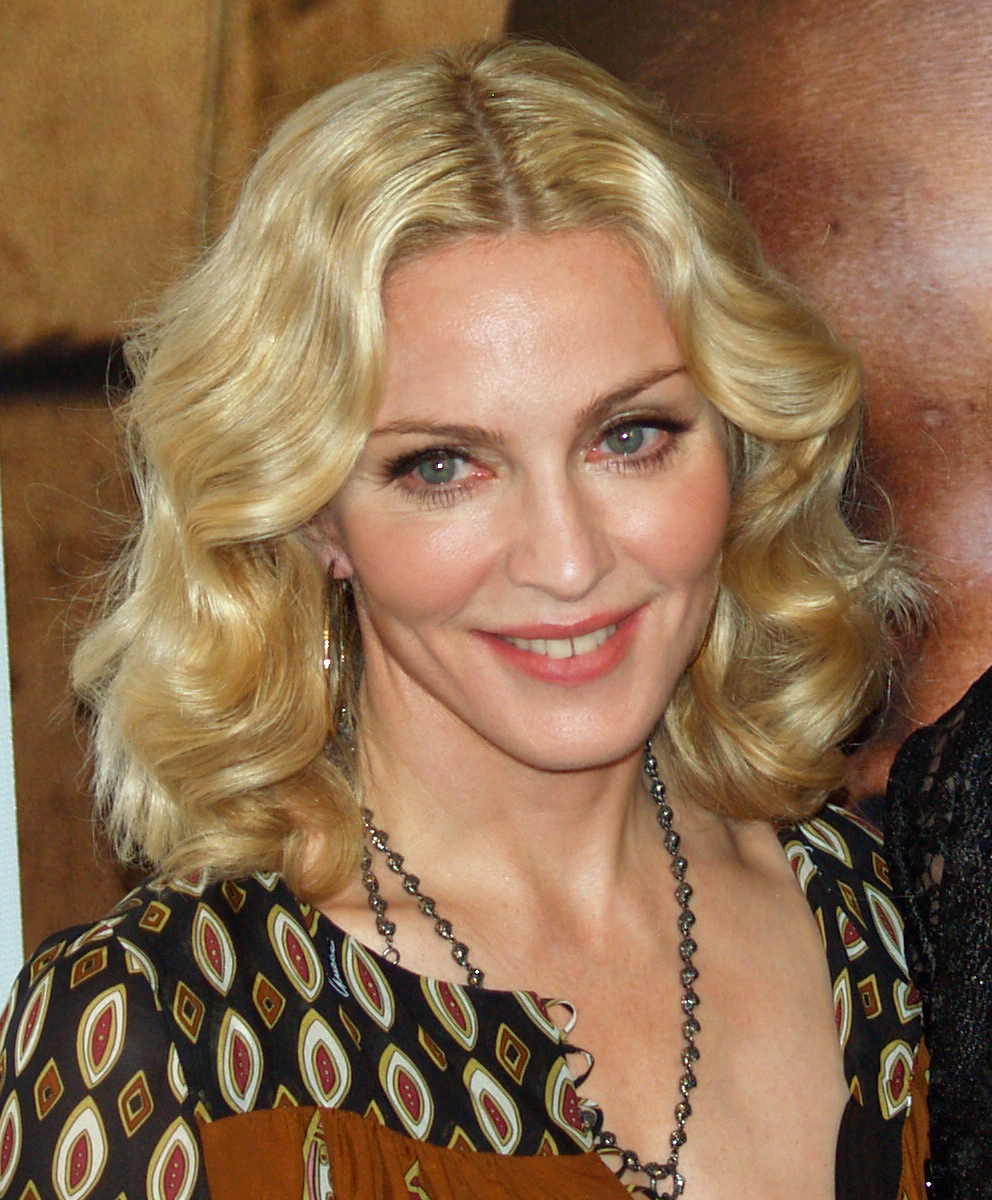
Madonna è una delle icone gay più famose tra le cantanti

Cher si è acquistata fama duratura nell'ambiente gay non solo per la sua musica ma anche per la sua interpretazione di una lesbica nel film del 1983 Silkwood che le ha fatto ottenere una nomination al Premio Oscar. Proseguendo negli anni ottanta anche Madonna diventa ben presto un'icona gay.
Anche la messicana Alaska è diventata un'icona per il ritratto che dà di sé nell'interpretazione di ¿A quién le importa? (nell'ambum "No es pecado" del 1986), inno per la comunità gay ispanoamericana; ma anche per il carattere forte che le ha fatto mantenere un'immagine personale sempre controcorrente.

#### Dagli anni novanta in poi

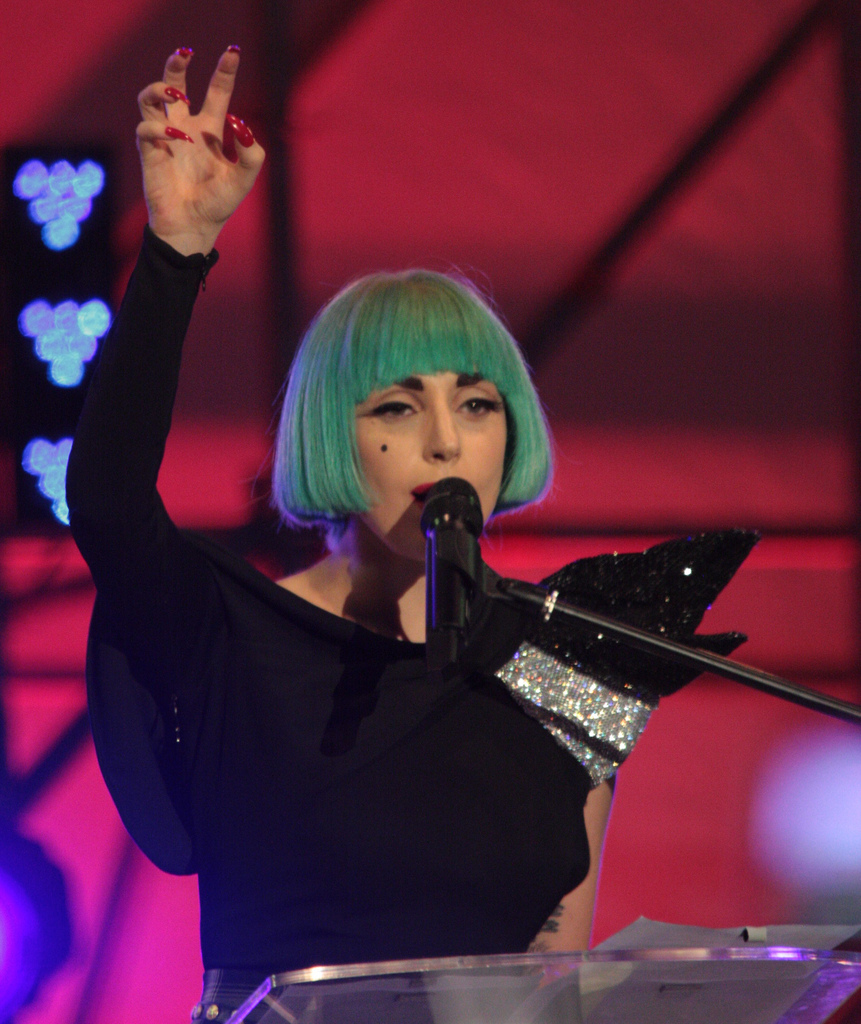
Lady Gaga è tra le icone gay più popolari del nuovo millennio

A partire dagli anni novanta, molti altri personaggi del mondo dello spettacolo sono assurti a icone gay. I nomi di maggior spicco sono le cantanti Lady Gaga (che in molte occasioni ha ribadito il suo sostegno ai diritti della comunità LGBT e nel 2011 si è esibita come ospite speciale all'Europride di Roma), Britney Spears e Kylie Minogue. Anche Il gruppo russo t.A.T.u., per gli argomenti legati a tematiche LGBT trattati nei loro testi, è diventato icona gay soprattutto tra le lesbiche.
Anche molti attori famosi sono stati celebrati come icone gay, tra cui Rupert Everett, Ben Affleck, Jessica Alba, Jake Gyllenhaal, Anne Hathaway, Angelina Jolie, Kim Kardashian, Nicole Kidman, Johnny Knoxville, Ashton Kutcher, Ryan Kwanten, Jessica Lange, Angela Lansbury, Lucy Lawless, Mo'Nique, Ellen Pompeo, Ryan Reynolds, Chloë Sevigny, Mink Stole, Channing Tatum. Meryl Streep è diventata un'icona gay dopo aver interpretato il personaggio di Clarissa Vaughan  nel film The hours (2002). Gli attori della serie televisiva Glee Lea Michele, Chris Colfer, Darren Criss e Naya Rivera vengono anch'essi considerati icone gay.

#### Esempi di icone gay italiane

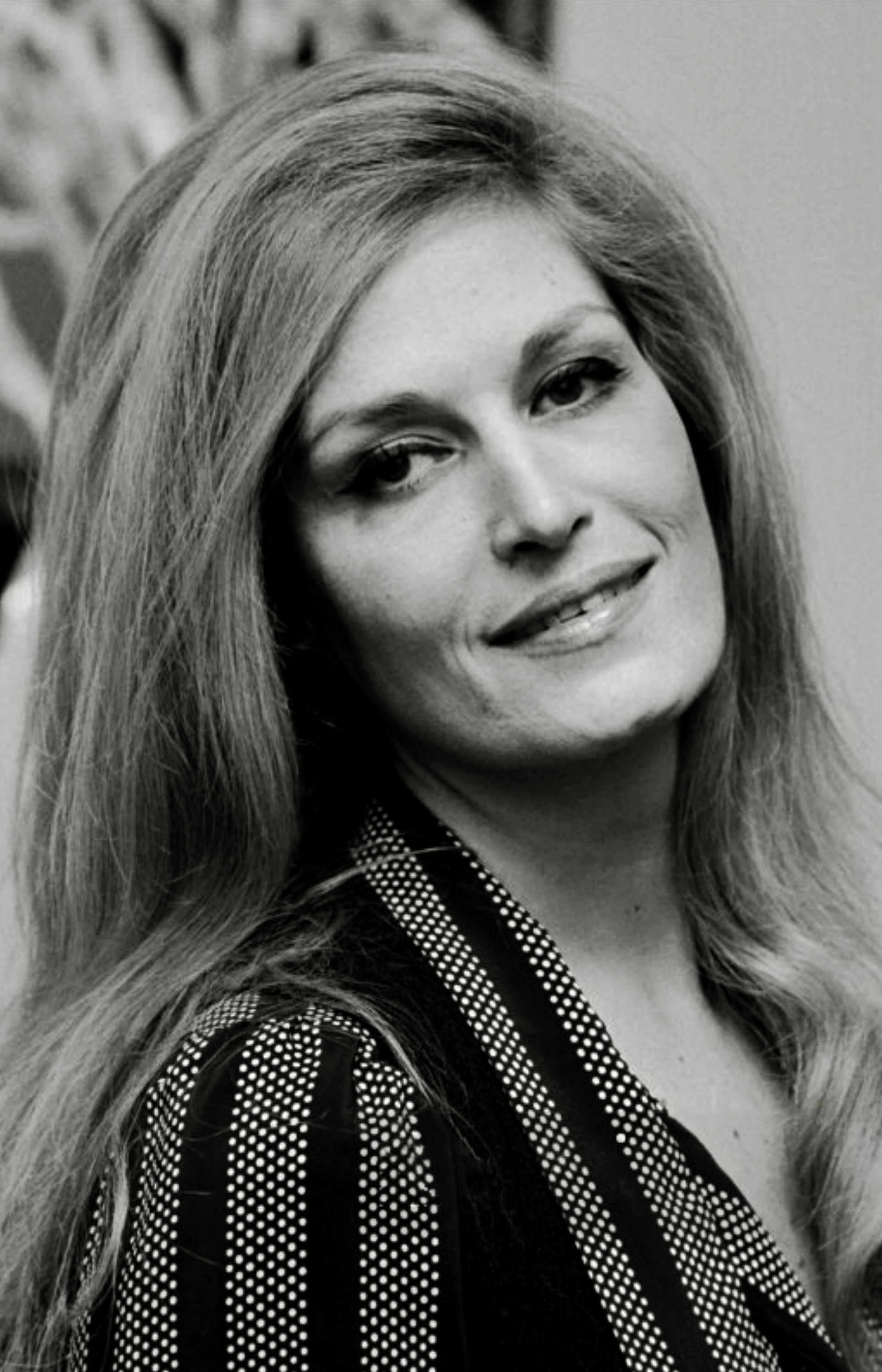
Dalida, cantante ed icona gay italiana e francese, nel 1974

La cantante italo-francese Dalida ha acquistato molti ammiratori gay durante la sua carriera, continuando ad averli ancora a lungo dopo la sua morte prematura per suicidio, avvenuta il 3 maggio 1987 nella sua casa di Montmartre. Dalida fa parte, a pieno titolo, delle icone tragiche che hanno vissuto amori contrastati (tra gli altri, quello col collega Luigi Tenco, suicidatosi in seguito all'eliminazione al Festival di Sanremo del 1967; fu proprio Dalida a trovare il corpo nella stanza d'albergo dove Tenco alloggiava) e che sono morte di propria mano. Il suo titolo di icona gay inizia ad apparire attorno agli anni settanta: nel 1972 pubblica il celebre brano Pour ne pas vivre seul in cui, tra le altre strofe, cita il tema dell’omosessualità. Successivamente, nel 1979, uscirà un altro suo pezzo dal titolo Depuis qu'il vient chez nous, nel quale viene raccontata la storia di una donna che scopre l’omosessualità del suo ragazzo. Dalida verrà anche soprannominata la marraine des homosexuels dai suoi fan in Francia.

Un caso unico è quello riguardante Amanda Lear: fin dalle sue primissime apparizioni sugli schermi televisivi, aiutata anche dall'aura di ambiguità che la circonda, dalla voce mascolina con forte accento francese e dalle sembianze androgine con cui ha molto giocato senza mai né confermare né smentire, ha alimentato dubbi sul suo genere di nascita. Non per nulla viene anche scelta come "musa ispiratrice" per il fautore del surrealismo pittorico Salvador Dalí.

La "strana coppia": Renato Zero e Loredana Bertè negli anni settanta.

Tra gli altri nomi considerati icone gay figurano in particolare Anna Oxa, Antonella Elia, Cristina D'Avena, Loredana Bertè, Loretta Goggi, Marcella Bella, Dolcenera, Mia Martini, Mietta, Milva, Mina, Moira Orfei, Nada, Laura Pausini, Orietta Berti, Ornella Vanoni, Patty Pravo, Raffaella Carrà, Donatella Rettore, Viola Valentino, Virna Lisi, Paola & Chiara, Franca Leosini, Ambra Angiolini e Francesca Fagnani.

### Nello sport
Martina Navrátilová, David Beckham e Billie Jean King sono stati considerati icone gay. Per quel che riguarda il calciatore inglese, ciò è dovuto alla combinazione tra le sue abilità sportive, il suo bell'aspetto e la vita privata sempre in primo piano; nel caso degli altri due per la forza di carattere e per essersi dichiarati pubblicamente rispettivamente lesbica e bisessuale.
All'interno del gruppo degli atleti trova posto anche Cristiano Ronaldo, che è stato votato nel 2008 icona gay britannica.

### In politica
Anche nel campo della politica trovano posto le icone gay, tra le quali vi sono: la "principessa triste" Diana Spencer (amori infelici tra vita di corte e opere di beneficenza e morte violenta), Coretta Scott King, Abraham Lincoln, Winnie Mandela, Hillary Clinton, Evita Perón, Jacqueline Kennedy Onassis e Roger Casement. Quest'ultimo, un attivista irlandese per i diritti civili fu convertito in icona nel corso degli anni '20; mentre Coretta King viene tenuta in grande considerazione dalla comunità gay per il suo appoggio ai diritti LGBT nel mondo: ella equiparò gli obiettivi per i diritti civili guidato dal marito Martin Luther King con quelli di gay e lesbiche .

## Icone immaginarie
Diversi personaggi di fantasia sono stati considerati icone gay. Già nell'antica Grecia la storia di Achille e Patroclo era considerata un esempio iconico simboleggiante il partner ideale e l'amore tra due uomini; lo stesso Alessandro Magno depositò una corona di fiori sulla tomba dell'eroe omerico, mentre il compagno Efestione faceva altrettanto su quella di Patroclo, volendo in tal modo dimostrare che il favorito di Alessandro lo era nella stessa maniera in cui lo fu Patroclo nei confronti di Achille.
Bugs Bunny, il coniglio antropomorfo a disegni animati della Warner Bros. simbolo dell'età d'oro dell'animazione statunitense, è stato considerato negli anni cinquanta come icona culturale gay e parodia della figura della "diva" a causa dei suoi buffi travestimenti e dell'aspetto educato e compito.
Il fumetto è stato un'altra fonte di icone gay. L'interpretazione omosessuale del rapporto tra Batman e Robin è stato oggetto d'interesse culturale sin dal lontano 1954 col lavorio intitolato La seduzione dell'innocente dello psichiatra Fredric Wertham: in quegli anni il medico conduceva una campagna nazionale in tutti gli Stati Uniti d'America contro i fumetti, sostenendo che erano i maggiori responsabili della corruzione dei bambini in quanto li esortava a praticare la violenza e il sesso omosessuale. Per quanto riguarda nello specifico Batman e Robin, due maschi di età diversa che convivono assieme senza alcuna presenza femminile attorno, Wertham ha dichiarato che storie come le loro hanno aiutato ad impostare le tendenze omoerotiche contemporanee perché contribuiscono a suggerire l'esistenza di un rapporto d'amore tra un uomo adulto e un adolescente, in similarmente alla pederastia così com'era intesa nel mondo antico classico (vedi pederastia greca). Alcuni autori sostengono che l'interpretazione omosessuale dei supereroi sia anteriore al libro pubblicato da Wertham il quale sarebbe stato motivato da un precedente studio svolto da uno psichiatra californiano: anche Superman è stato considerato icona gay, nella sua rappresentazione del maschio forzuto e ipermascolino, con corpo muscoloso e tuta attillata, che deve però nascondere la sua vera identità dietro quella di un timido e impacciato giornalista occhialuto.
Altre immagini iconiche tratte dai disegni a fumetti sono quelle di Tom of Finland, che sono servite anche come fonte d'ispirazione nel modo di vestire e nel comportamento di molti gay appartenenti alla subcultura leather negli anni settanta.
Il personaggio di Lady Oscar, tratto dal fumetto Le rose di Versailles di Riyoko Ikeda e dal relativo cartone animato, è spesso considerato un'icona gay: nonostante sia eterosessuale, per lo stile di vita "da maschio" con cui viene cresciuta, la sua immagine androgina e il suo rapporto più o meno ambiguo con vari personaggi maschili e femminili, Oscar è spesso avvicinata alla bisessualità o quantomeno a un comportamento sentimentalmente e sessualmente aperto e non facilmente incasellabile.

## All'interno della comunità LGBT
Molte persone LGBT sono considerate icone gay dopo l'annuncio pubblico del proprio orientamento sessuale fatto attraverso i mass media negli ultimi anni: Lance Bass, Pandora Boxx, Carmen Carrera, Charice, Beth Ditto, Diamond Rings, Portia de Rossi, Jesse Tyler Ferguson, Nelly Furtado, Rob Halford, Neil Patrick Harris, Jaymi Hensley, T. R. Knight, Adam Lambert, Manila Luzon, k.d. lang, Ricky Martin, Mika, Aubrey Morgan O'Day, Rosie O'Donnell, Frank Ocean, RuPaul, Sarah Paulson, Jeffree Star, George Takei, le sorelle del duo Tegan and Sara, Rufus Wainwright, Wentworth Miller, Matt Dallas, Raven-Symoné, Margaret Cho e Angelina Jolie.